# Sud (émission de télévision)
 (septembre 2019).
 (septembre 2019).
Si vous disposez d'ouvrages ou d'articles de référence ou si vous connaissez des sites web de qualité traitant du thème abordé ici, merci de compléter l'article en donnant les références utiles à sa vérifiabilité et en les liant à la section « Notes et références ».
Pour les articles homonymes, voir Sud (homonymie).
SUD était une émission de télévision culturelle monégasque traitant de l'actualité régionale dans le Sud de la France et en Principauté de Monaco présentée chaque dimanche par Michel Cardoze et diffusée sur Monte-Carlo TMC de septembre 1993 à juin 2002.

## Histoire de l'émission
À la suite du rachat de TMC par MultiThématiques, les éditions d'informations régionales quotidiennes réalisées depuis la Principauté de Monaco disparaissent pour laisser la place à un journal court réalisé par Euronews. 
Le directeur général de la chaîne, Michel Thoulouze, crée l'émission afin de maintenir une fenêtre d'information locale destinée d'abord au public recevant Monte-Carlo TMC dans le Sud de la France et pour permettre aux journalistes de la chaîne de continuer à produire des reportages sur leur région. Désireux de ne pas gommer les origines de la chaîne qu'il vient de reformater en chaîne thématique familiale du câble, il donne à ce magazine un ton convivial, en en confiant la présentation à Michel Cardoze, homme du Sud(-Ouest) dont la faconde et les moustaches installent un style propre à attirer également un public plus large qui reçoit Monte-Carlo TMC par le câble dans toute la France.
L'émission était diffusée chaque dimanche à midi de septembre 1993 à juin 1995 puis tous les dimanches à 17h00 de septembre 1995 à juin 2002.
Lorsque Monte-Carlo TMC est rachetée par Pathé en 2001, les moyens alloués à l'émission sont revus à la baisse et Michel Cardoze décide alors de ne pas poursuivre l'aventure. Maguelone Hédon reprend alors le flambeau pour un magazine d'une heure sensiblement identique mais plus court présenté chaque midi sur TMC et baptisé Le Sud. Il ne durera qu'une saison.

## Principe de l'émission
Michel Cardoze, le maître de cérémonie, laisse parler ses origines et part à la recherche ou à la redecouverte des trésors cachés du Sud, à travers l'actualité, vue et commentée par différentes personnalités, chroniqueurs et invités.
De 1993 à 2002, SUD a peu varié dans sa forme. L'émission se composait de quatre reportages présentés en plateau par Michel Cardoze et commentés ensuite par un invité et les chroniqueurs de l'émission.

### Les reportages
Les reportages traitaient de l'actualité culturelle, économique, sportive ou politique de la région Provence-Alpes-Côte d'Azur, de la Principauté de Monaco ou du Sud-Ouest de la France. Ils étaient tous réalisés par les équipes de journalistes-reporters d'images (JRI) de la chaîne.
La plupart de ces reportages furent rediffusés dans la grille de Monte-Carlo TMC entre 2002 et 2005 dans le cadre de "pastilles" de 10 à 15 minutes intitulées Images du SUD.

### Les chroniques
Les reportages étaient encadrés par diverses chroniques thématiques animées par un chroniqueur récurrent. Du fait de leur différence d'âge et de l'érudition du présentateur, les chroniqueurs avaient un rapport quelque peu filial avec Michel Cardoze.
- Le journal régional de la semaine : cette chronique, commentée par Édith Simonnet de 1993 à 1995, présentait les évènements politiques, économiques et mondains s'étant déroulés pendant la semaine en Principauté et sur la Côte d'Azur. Elle permettait d'offrir une vision plus locale sur l'actualité que le journal quotidien trop international réalisé par EuroNews.
- L'Agenda de SUD : chronique présentant tous les évènements culturels et sportifs de la semaine à venir présentée par Claire Cardell de 1993 à 1995 puis par Maguelone Hédon de 1995 à 2002.
- La chronique emploi présentée par Martine Mauléon de 1993 à 1995. Cette chronique était une adaptation du journal de l'emploi que l'animatrice tenait chaque midi sur Canal+, mais présentant les offres d'emploi de la région.
- La chronique sport-loisirs présentée par Marc Toesca du 11 février 1996 à juin 2002[1].

Ces chroniques ont permis de « recycler » les animateurs de TMC dont l'émission avait été supprimée à la suite du reformatage de la chaîne. Ainsi, Édith Simonnet qui présentait antérieurement le journal de TMC (1989-1993) jusqu'à sa suppression en septembre 1993, ou Claire Cardell qui présentait à la même période tous les soirs avant le journal un magazine météo et était aussi speakerine.

### L'invité
Les invités de l'émission venaient de tous les milieux : politiques, écrivains, artistes, etc.
L'entretien avec l'invité était mené par Michel Cardoze qui dévoilait également son goût pour la littérature et les arts.

### Le plateau
Le plateau s'est longtemps composé d'un décor provençal avec des murs de pierre à la patine jaunâtre, une fenêtre aux volets verts ouverts et un mobilier en fer forgé réalisé par la société Ligne Métal. Ce décor a ensuite évolué vers un plateau plus moderne à dominante bleue en 1998.
Certaines émissions exceptionnelles ont été réalisées en extérieur, comme lors de l'inauguration du musée de la Vieille Charité à Marseille.